# Robert Tatin d'Avesnières
 (mars 2015).
Si vous disposez d'ouvrages ou d'articles de référence ou si vous connaissez des sites web de qualité traitant du thème abordé ici, merci de compléter l'article en donnant les références utiles à sa vérifiabilité et en les liant à la section « Notes et références ».
Robert Tatin d’Avesnières, pseudonyme de Robert Tatin, né le 1er mai 1925 dans le quartier d'Avesnières (Laval, Mayenne) et mort le 9 février 1982 à Papeete (Polynésie française) est un peintre français.
À partir de 1950, il a œuvré essentiellement dans plusieurs îles de l’Océanie, alors territoires de l’empire colonial français (Tahiti, Nouvelle-Calédonie) ou condominium franco-britannique (Nouvelles-Hébrides – Vanuatu depuis 1980).

## Biographie

### Jeunesse
Robert Tatin est né en 1925 de Marcelle Blot et de Robert Tatin, dit « de l’Épine » (1902-1983) à  Laval (quartier d'Avesnière), chef-lieu du département de la Mayenne. 
Le nom de ce peintre, qui a œuvré essentiellement dans plusieurs territoires d’Océanie des années 1950 jusqu’à sa mort à Tahiti en 1982, dispute sa notoriété à celle de son père Robert Tatin (1902-1983), artiste bâtisseur qui porte donc son même prénom. Probablement pour se démarquer d’une homonymie jugée fâcheuse, Robert Tatin fils s’est adjoint le patronyme « d’Avesnières », complétant ainsi sa signature d’artiste en l’originant dans son lieu de naissance et d’enfance. 
Enfant, il semble qu’il ait souffert de l’abandon précoce de sa mère, Marcelle Blot, à la suite du divorce parental. Le père a la garde de l’enfant — qui n’avait que six ans — et se remarie. Il est alors élevé également par la deuxième épouse de son père. Le nouveau couple a une fille, Hélène, la demi-sœur de Robert Tatin. Celle-ci témoigne dans ses souvenirs  de l’ambiance aisée qui régnait dans leur maison de Laval où leur père, maître compagnon, entrepreneur de peinture en bâtiment et décorateur était une sommité locale. Très demandé pour la restauration de châteaux et d’hôtels, il a acquis sa place parmi les notables. Avant que lui-même ne devienne créateur à part entière, son entreprise fut longtemps florissante et le jeune Tatin évolua dans ce milieu à la fois bourgeois et artiste.

### Carrière
Hélène Tatin affirme qu’au lycée son frère a été un élève moyen, assez indiscipliné mais qu’il a exprimé très tôt son talent en dessin et en peinture. Son père, le voyant peu porté sur l’étude, l’emploie comme apprenti.
On qualifie souvent Robert Tatin d’autodidacte, dans la mesure où il n’a pas suivi de cursus artistique académique. Sa formation a d’abord été celle qu’il a reçue dans l’entreprise de son père, se spécialisant dans plusieurs disciplines décoratives : peintures en lettres, faux marbre, fresque murale. 
U autre domaine d’évasion de l’adolescent furent les récits d’aventures. Toujours d’après sa sœur, il a formé très tôt le rêve de partir à l’autre bout du monde, à Tahiti. Il se sent passionnément inspiré par la vie de Paul Gauguin, le mythe de la Polynésie, la vie dans les îles du Pacifique, réputée plus pure, plus facile. 
À 20 ans, à la suite d'une déception sentimentale  il part en Algérie pour plusieurs mois de 1945 à 1946, muni d’un contrat de chauffeur de livraisons dans le désert. Juste avant son retour en France, il se fait dérober les économies qu’il destinait à payer son voyage pour Tahiti.
Il rejoint la nouvelle entreprise paternelle, maintenant un atelier de céramique installé dans le Marais à Paris. Il y travaille un an et exécute par ailleurs quelques travaux de commande, essentiellement des fresques pour l’entourage familial, en Mayenne.

À 25 ans, Tatin d'Avesnières réussit à partir. Il embarque le 5 avril 1950 à Marseille sur le paquebot Ville d’Amiens pour Tahiti, avec la promesse d’un contrat de travail de peintre décorateur en lettres. Le voyage dure presque un mois et demi. Il tient un journal pendant la traversée. 

« Un jour on verra Tahiti sur la mer. »

— Robert Tatin, 1950
Il arrive à Papeete le 19 mai 1950. Simple artisan expatrié, c’est en Polynésie qu’il décide de devenir artiste peintre. Il quitte Tahiti au bout de sept ans et le reste de sa vie se partagera en périodes plus ou moins longues dans différents territoires de l’Océanie, qu’il peindra pendant 30 ans jusqu’à sa mort. Ces séjours sont entrecoupés de départs et retours, y compris celui vers la métropole, qu’il rejoint après 25 ans d’absence, en 1977.
De 1977 à 1982 il tente de se trouver une place en France mais l’essai s’avère décevant. C’est en Polynésie qu’il achève sa course d’un hémisphère à l’autre.
Il meurt à Papeete le 4 juin 1982 à l’hôpital Mamao. Sur sa tombe au cimetière d’Uranie de Papeete, figure l’inscription d’une phrase de Roland Dorgelès : « J’ai remis sac au dos ».

### Voyages

#### Tahiti (1950-1957)
Robert Tatin s’établit à Hamuta, un district de Papeete où pendant les sept années que durera son séjour il tentera de vivre ce « rêve polynésien »  qui l’avait hanté dans sa jeunesse. D’abord simple artisan en peinture d’enseignes, il se met à son compte comme peintre en lettres. C’est à Hamuta qu’il peint ses premières toiles de peintre débutant, dans un style que l’on peut qualifier de naïf.  Il y aime une Tahitienne, Elisa, dont les portraits idéalisés, réalisés ensuite à sa mémoire, parsèment son œuvre.
Ses écrits et ses peintures traduiront longtemps la nostalgie de ce qu’il considérait comme un paradis perdu.

« J’ai connu, dans ce pays, tout ce que dans la vie un homme peut espérer connaître. »

— Robert Tatin
On ignore quelle fut la vraie raison de son départ précipité de Tahiti en 1957.

#### La Nouvelle-Calédonie (1957-1962)
C'est le territoire où il commence à constituer véritablement son œuvre. Un an après son arrivée à Nouméa, il participe à une première exposition collective. Il sillonne la Nouvelle-Calédonie, ramenant des tableaux exécutés sur le vif en pleine nature.
Sa vie matérielle est précaire ainsi que sa santé.  Il semble que Robert Tatin ne s’en soucie pas, animé par sa curiosité et son désir de peindre : scènes locales, paysages, natures mortes. Fin 1962, 170 toiles seront présentées à sa première exposition personnelle à Nouméa. Malgré son succès et les ventes qui le mettent provisoirement à l’abri des besoins matériels les plus urgents, il quitte cependant le territoire. Son ami, le peintre Henri Crocq le décrit comme excédé, n’ayant selon lui pas abouti dans sa quête.

#### Les Nouvelles-Hébrides (1962-1976)
En décembre 1962 Robert Tatin d'Avesnières arrive dans l'archipel des Nouvelles-Hébrides (Vanuatu depuis 1980) pour présenter à Port-Vila, la capitale, sa deuxième grande exposition personnelle. Parti pour quelques mois, il y demeurera quatorze ans.
Tatin d'Avesnières a aimé autant que possible cet archipel (alors condominium franco-britannique), et en a peint la diversité.  Ses carnets expriment le sentiment, parfois, d’avoir retrouvé le Pacifique perdu depuis Tahiti, grâce à la nature exceptionnelle de ces îles de la Mélanésie et la fraternité d’un peuple dont il se sent proche.

« Je ne me lasse pas d’être admiratif devant cette nature. »

— Robert Tatin
Il s’est installé au bord du lagon d’Eluk, sur l’île d'Éfaté) où se situe la capitale des « Hébrides », Port-Vila. Bien que vivant toujours dans une précarité « diogénique », selon le mot de son ami Henri Crocq, il bénéficie désormais d’une vraie reconnaissance en tant que peintre. On vient le voir dans sa cabane en tôle au bord du lagon : c’est là qu’il produit les meilleures toiles de sa période hébridaise.  

« Tatin est en pleine possession de son talent. Loin de voir en lui un simple peintre régionaliste, un naïf amusant rompu à la figuration anecdotique, les vrais amateurs, chaque année plus nombreux, ont compris qu’il y avait là un artiste original au style inimitable. Il est, en 1970, à la tête d’une œuvre considérable qui s’est déjà exportée. »

— Henri Crocq
Il voyagera dans les autres îles de l’archipel : Tanna, Mallicolo, Espiritu Santo, Anatom, Ambrym. 
En 1970, en raison de la construction d’un hôtel, il a été expulsé de sa baraque à Eluk. Suzanne Bastien, directrice d’école, future collectionneuse, galeriste et mécène, le fait héberger sur son terrain dans un faré (case mélanésienne traditionnelle), en attendant que soit construit un nouvel atelier. Toutefois, en dépit de ces soutiens amicaux et de protections locales, la vie du peintre semble hantée de cauchemars. L’alcool et la frugalité de son quotidien ont gravement affecté sa santé. Il est sauvé de justesse par un sevrage sévère en 1970, puis en 1973, lors d’un séjour à Santo.

Tatin fait le décompte des années vécues loin de France. 

« Trop longtemps parti. Bientôt [j’ai] 47 ans. Et 22 sous les tropiques. »

— Robert Tatin
Dans un des carnets écrits aux Nouvelles-Hébrides figure un brouillon de lettre à son père, dans lequel il propose de l’inviter à Port-Vila, lui offrant même le prix du billet. Robert Tatin père ne viendra jamais rendre visite à son fils. Ce dernier exprime sa résignation, sachant que son père est occupé à construire son grand œuvre, sa propre légende, c’est-à-dire son musée sur le lieu-dit La Frénouse à Cossé-le-Vivien, en Mayenne.
Une exposition personnelle est organisée en 1975 à Port-Vila, un an avant son départ définitif des Nouvelles-Hébrides.

#### L’Indonésie (1976-1977). Sur le chemin d’un retour en France
Au bout de ces 14 dernières années passées aux Nouvelles-Hébrides, Robert Tatin d'Avesnières se décide à partir pour la France, via l’Indonésie où il avait projeté depuis longtemps de faire étape. Dès 1975 il s’était informé du prix du billet mais ce dernier ne concernait qu’un aller-retour Nouméa-Djakarta. Il ne prévoyait donc pas encore de quitter définitivement le Pacifique Sud.
Dans des caisses conservées en lieu sûr, il a laissé à Nouméa et Port-Vila l’œuvre de 25 années de peintures.
Après Djakarta il se rend à Bali où il passera plusieurs mois. Il y fait d’innombrables dessins et gouaches sur le vif. Ses carnets se remplissent pendant les 6 mois que durera cette escale indonésienne : foules urbaines, marchés, cérémonies, paysages, temples, maisons, portraits de femmes. 

« J’ai fait des centaines de kilomètres à travers Bali […] Partout j’ai été reçu courtoisement. »

— Robert Tatin
Robert Tatin s’est rendu également sur l’île de Java, puis s’est arrêté à Bangkok en Thaïlande, peignant des scènes de la vie quotidienne : marchés flottants, foules nocturnes. Certaines esquisses, huiles ou gouaches seront terminées en France et il reconstituera certaines scènes de mémoire après son retour en Europe.

#### Le retour en France (1977-1982)
Le 17 novembre il débarque à Orly où il est saisi par le froid 

« J’ai eu froid à Paris et dans la Mayenne il faisait moins 4. »

— Lettre de Robert Tatin à Suzanne Bastien, sa protectrice de Port-Vila
Arrivé à Laval, il se rend à Cossé-le-Vivien chez son père, en pleine édification de son musée. Il trouve belles ses sculptures gigantesques (l’allée des Géants), apprécie ses peintures (« beaucoup de détails, très fins »), et qualifie de « très soignée » l’architecture composite des bâtiments du domaine, d’inspiration maya (portes de la Lune et du Soleil).

Mais c’est un retour problématique pour Robert Tatin d’Avesnières, dominé par l’inadaptation — entre autres au climat —, par la précarité financière, et des retrouvailles décevantes avec son père, avec lequel le courant ne passe pas. Ce dernier vit une nouvelle vie de couple et ne porte pas l’attention qu’aurait attendue ce fils de retour. 

« Pour ce qui est des conversations, nous n’avons pas beaucoup parlé […] Et nous avons eu obligatoirement quelques heurts. »

— Lettre de Robert Tatin à Suzanne Bastien.
À Laval, il s’installe dans un logement très modeste fourni par la mairie, qu’il occupera pendant six ans et qu’il ne quittera que pour quelques séjours à Paris, en Corse, ainsi que pour une échappée à Ibiza (Baléares) à l’invitation de sa demi-sœur Hélène Tatin, ou encore à Londres au début 1978 auprès d’amis britanniques rencontrés à Port-Vila.

« Je suis un peu déraciné de tous les côtés. […] Non je ne suis pas pour rester en France. Étranger partout. Mais vivant quand même […] Ici je me sens trop seul. Bien que ce soit mon pays natal. Nul n’est prophète dans son pays. Je suis resté trop longtemps absent. Et ma famille pour moi – c’est fini. »

— Lettre de Robert Tatin à Henri Crocq

#### Papeete (1982) Le dernier voyage
Alors que plus rien ne semble le sauver de son désenchantement, l’occasion lui est donnée d’un ultime séjour en Polynésie. Des amis lui ont organisé une exposition personnelle à Papeete, ont également offert le billet du voyage et lui ont procuré le logement. L’exposition sera un vrai succès local – le dernier, de son vivant.
Robert Tatin d'Avesnières meurt en juin 1982, quelques mois après cette dernière consécration océanienne. L’artiste, dont l’œuvre avait vraiment commencé à Tahiti, a achevé sa vie à Tahiti, un an avant la mort de son père. 
La presse a ensuite rendu compte de l’exposition de Papeete en 1985 à l’occasion de la donation Robert Tatin (55 tableaux) au territoire de Polynésie française.
L’œuvre de ce peintre français expatrié est conservée par les principaux musées du Pacifique Sud et de nombreuses collections privées en Océanie. Une exposition réunissant des œuvres de ses collectionneurs en France a eu lieu dans le musée Robert Tatin à Cossé-le-Vivien du 25 juin au 31 décembre 2011.

## Robert Tatin d’Avesnières, peintre de l’Océanie

### La peinture de Robert Tatin
« Tatin est un inclassable […] Avec lui on peut parler de réalisme poétique. »

— Témoignage de Henri Crocq

« La peinture, ce n’est pas de prendre des couleurs et de peindre une surface […] Être figuratif est le moindre de mes soucis […] Je peins comme je veux et ne m’occupe de l’avis de personne. »

— Carnets hébridais de Robert Tatin

### Réception critique
« Qui est Tatin ? Un Verlaine de la peinture ?
Un Rimbaud ? Un Baudelaire ?
Il est bien de leur lignée par cette sincérité, une sincérité qui crie souvent dans ses toiles.
Il peint la foule parce qu’il est toujours seul et que cela le réconforte, 
il peint la foule des marchés parce que cette foule est comme lui, elle est simple, elle est naïve, elle est négligée, elle est sans prétention. 
Sa vérité c’est de peindre où il veut quand il veut. Libre, surtout libre, il peint d’abord pour lui. »

— Corail, France Australe

« (…) Difficile de le ranger dans un style ou un genre. Trop facile aussi de lui mettre l’étiquette de naïf. C’est qu’il n’y a pas de « genre naïf », il y a simplement des naïfs.
Et que veut-on dire par naïf ? Autodidacte ? Peintre du dimanche ? Artiste populaire ? Primitif perdu dans un monde sophistiqué ? Sentimental ou ingénu ? Et qu’a-t-on dit de définitif sur le Douanier Rousseau (né à Laval lui aussi) ?
(…) L’essentiel dans tout cela : un artiste véritable. Car si la naïveté a pu faire naître des œuvres d’art, elle n’est pas l’art. »

— Henri Crocq, Un regard neuf », La Dépêche de Tahiti, 25 mai 1982.
À propos de Village et marché à Bali :

« Des oies blanches s’avancent en file indienne, un coq déploie sa queue en arc-en-ciel, le grand toit de pandanus est posé comme un chapeau à droite duquel émerge un volcan. Les arbres sont disposés avec ordre. […] Huit personnages au premier plan sont occupés à des travaux simples, les trois femmes debout ont une pose hiératique, auprès d’elles les enfants sont minuscules. Au second plan la vie se déroule dans sa diversité.
Cette simplicité n’empêche ni la justesse des distances ni l’harmonie de la composition. Aucune violence dans le trait ou la couleur ne vient troubler la paix du tableau. […] Un morceau d’univers authentique qu’aucune règle d’art ne peut permettre de juger et qu’aucun peintre ne saurait imiter. »

— Henri Crocq, Un regard neuf », La Dépêche de Tahiti, 25 mai 1982.

« N’est-il pas troublant qu’un tableau sur trois, durant vingt-cinq années de voyage, ait été inspiré par Tahiti ? N’est-il pas troublant que Robert Tatin y soit revenu pour mourir et que jamais au cours de ce dernier séjour il n’avait peint avec autant de clarté et autant de bonheur ? »

— Henri Crocq, extrait du discours prononcé à l’ouverture de la cérémonie pour la donation Robert Tatin (55 œuvres) au musée de Tahiti et des Îles, Papeete, 1985.

### Robert Tatin d'Avesnières, fils de Robert Tatin: une postérité problématique
Robert Tatin a ajouté le nom de la localité « d’Avesnières » a son patronyme. Fils et père portant le même prénom, le nom de Robert Tatin dit « d’Avesnières » dispute sa notoriété à celle de son père, Robert Tatin, dit secondairement « de l’Épine ». Ce dernier, artiste bâtisseur également originaire de Laval a déployé une œuvre sculptée visionnaire, rassemblée essentiellement en plein air dans les jardins de sa maison-musée  à Cossé-le-Vivien. C’est ici qu’il est mort en 1983, un an après son fils. 
En revanche l’œuvre de Robert Tatin fils, peintre expatrié, est conservée par les principaux musées du Pacifique Sud et de nombreuses collections privées en Océanie.  
Une monographie a été publiée en 2003 par Jacqueline Julien aux éditions Grain de Sable à Nouméa : Robert Tatin d’Avesnières, peintre de l’Océanie. La publication a été présentée lors de la rétrospective de son œuvre, en octobre 2003, au Centre Tjibaou à Nouméa. 
Le site officiel de Robert Tatin, est en ligne depuis 2005.
À Papeete, l’exposition « Après Gauguin » (4 décembre 2013 - 24 mai 2014), au Te Faré Manaha, a présenté trois de ses œuvres au musée de Tahiti et des Îles, consacrant ainsi l’inscription de Robert Tatin d’Avesnières, peintre de l’Océanie, dans les territoires du Pacifique Sud. 

« La quarantaine de peintres ici présents couvrent l’arc du temps qui va des dernières années de la vie de Gauguin jusqu’aux années 1960, période d’une nouvelle et profonde transformation de la société polynésienne. Nous avons voulu témoigner, par ce choix d’œuvres, d’une image riche et complexe que la Polynésie a suscitée chez les artistes, persuadés que l’œuvre d’art n’est pas uniquement un « document d’époque », fût-il de la « belle époque », mais une ouverture au sens inépuisable du monde. »

— Extrait du catalogue de l’exposition Après Gauguin (4 décembre 2013 - 24 mai 2014) au musée de Tahiti.
En 1984 a lieu l'inventaire post-mortem de ses œuvres (55 peintures stockées en caisse) et une exposition-vente à l’ambassade de France à Port-Vila.
En 1985 se tient une exposition à Papeete dans le cadre de la donation d'un échantillon représentatif de son œuvre au territoire de Polynésie française.
Sa première exposition rétrospective a lieu en 2003 au Centre culturel Tjibaou à Nouméa. La monographie Robert Tatin d’Avesnières peintre de l’Océanie, est publiée par Jacqueline Julien aux éditions Grain de Sable à Nouméa cette année là.
En 2011, à Cossé-le-Vivien, est organisée une exposition du 25 juin au 31 décembre au musée Robert Tatin créé par son père.

### Fondation Robert Tatin d’Avesnières
L'objet de la Fondation est de faire connaître le peintre Robert Tatin d'Avesnières, continuer la promotion artistique de son œuvre et entretenir son souvenir. Elle a également pour objet d'agir en tant que mandataire de la succession Robert Tatin d'Avesnières et recevoir tous pouvoirs à cet effet, pouvoirs actuellement détenus par Henri Crocq, désigné par les héritiers de l'artiste en 1982, et qui a mandaté Jacques Le Maître pour poursuivre son action.

## Expositions
Anthumes
- Nouvelle-Calédonie, Mai 1962 Nouméa. Première grande exposition personnelle, mairie de Nouméa.

170 tableaux réunis après seulement cinq années passées en Nouvelle-Calédonie. Sa quête d’un Pacifique idéalisé en Polynésie l’a révélé en tant qu’artiste à part entière. Sa signature est désormais complète – Robert Tatin d’Avesnières – et sa palette affirmée. 
L’exposition a très bien marché. Grâce aux toiles vendues, il va réussir à quitter Nouméa et partir à Port-Vila aux Nouvelles-Hébrides.
- Nouvelles-Hébrides (Vanuatu), Décembre 1962 Port-Vila. Deuxième grande exposition personnelle, organisée peu après son arrivée. Elle fut également une réussite. Les acheteurs de ses toiles deviendront pour la plupart de fidèles amateurs de sa recherche.
- 1966 Port-Vila à l’ambassade de France. Il doit cette nouvelle exposition personnelle à quatre années de travail. À l’occasion d’une visite du général De Gaulle dans le condominium, deux peintures sont achetées par les officiels pour être remises à l’illustre visiteur.
- 1975 Port-Vila. Quatrième exposition personnelle.
- Tahiti (territoire de Polynésie française).
- 1982, Papeete, galerie du faré Manihini.

Posthumes
- 1984, Port-Vila (Vanuatu) Exposition-vente à l’ambassade de France.
- 1985, Papeete (Tahiti). Exposition dans le cadre de la donation d'un échantillonnage de ses œuvres  au territoire de Polynésie française.
- 2003, Publication de la première monographie consacrée à son œuvre : Robert Tatin d’Avesnières peintre de l’Océanie, par Jacqueline Julien, éditions Grain de Sable, Nouméa, 216 p.
- 2003, Nouméa (Nouvelle-Calédonie) Première exposition rétrospective au Centre Tjibaou, du 3 septembre au 26 octobre.
- 2011, Cossé-le-Vivien (Mayenne, France), exposition au musée Robert-Tatin créé par son père. www.musee-robert-tatin.fr.
- 2014, Papeete (Tahiti, Polynésie française) 3 œuvres de la donation Robert Tatin d’Avesnières présentées dans l’exposition collective Après Gauguin, musée de Tahiti et des Îles.

## Œuvres dans les collections publiques
- Centre culturel Tjibaou, Nouméa.
- Musée de Tahiti et des Îles, Papeete, Tahiti, Polynésie française.
- Faré Manihini (Office de Tourisme de Tahiti), Papeete, Tahiti.
- Musée Robert Tatin, Cossé-le-Vivien, département de la Mayenne, France.